# ワカコ酒
『ワカコ酒』（ワカコざけ）は、新久千映による日本の漫画作品。

## 概要
『月刊コミックゼノン』（ノース・スターズ・ピクチャーズ→コアミックス）にて2011年から掲載開始されている。また同誌のウェブコミック『WEBコミックぜにょん』にて配信中。2020年8月時点で累計発行部数は250万部を突破している。2019年1月4日からは猫原ねんずによるスピンオフ作品『大衆酒場ワカオ ワカコ酒別店』（たいしゅうさかばワカオ ワカコざけべってん）が『WEBコミックぜにょん』にて配信を開始。『ぜにょん』が『ゼノン編集部』に統合された後はそちらに移籍し、2022年8月5日まで配信された。
日本では2015年1月にテレビドラマ化、また同年7月からテレビアニメ化された。さらに2016年から通算7期にわたる続編、2020年には初のスペシャル版が放送された。韓国では2015年に本作品をリメイクしたテレビドラマ『私に乾杯〜ヨジュの酒』が放映された（後述）。
主人公のワカコのキャラクターデザインは、担当者の一言で作者自身の似顔絵が元になっている。
ファンの間や複数のメディアより『女性版・「孤独のグルメ」』と呼ばれている。2024年12月25日に発売された同作のトリビュート『トリビュートブック 100％孤独のグルメ！ 〜それにしても腹が減った…〜』では「五郎とワカコ 赤羽の朝」が収録されている。

## あらすじ
村崎ワカコは26歳のOL。「酒呑みの舌」を持つ呑兵衛女子。思い立ったら初めての店でも躊躇なく一見で暖簾をくぐり、美味しい料理を肴に酒を嗜む。酒と肴の相性が思惑通り合致した時、思わず「ぷしゅー」と感嘆の吐息が漏れ、一献傾けつつ至福な気分に浸る。

## 登場人物
村崎ワカコ（むらさき ワカコ）
演 - 武田梨奈（テレビドラマ版）
声 - 沢城みゆき（テレビアニメ版） / 高橋未奈美（戦国大戦）
本作品の主人公。26歳のOL。
仕事は人並みに出来るが、その他のことはかなりマイペース。饒舌ではない。
容姿は可愛いと言われることがある。髪型は、肩まである髪を一つに束ねて左肩から垂らしており、髪の先端はくるっと丸まっている。
仕事帰りや休日に1人で酒場に立ち寄り、美味しい料理と酒に舌鼓を打つことがささやかな楽しみである。
広島県出身。家族構成は祖父母と両親と姉。姉は実家に住んでおり子供が生まれているが、性別は明かされていない。
飲む酒は種類を問わず、肴に合わせて嗜む。食べ物も特に好き嫌いはないが、はちのこなどの幼虫系だけは苦手。
基本的には1人で気ままに飲むのが好きであるため、知らない人から馴れ馴れしく話しかけられてペースを崩されるのを嫌い、特に話しかけてきた人物と酒や肴に対する価値観が噛み合わない場合、例え呑み足りないと思っていてもそこで酒席を中断させて退店してしまう。しかし、常連となった店の店員や、友人など気の合った人たちとの酒の席ではそれなりに会話も楽しんでいる。
ヒロキという、親も公認している交際相手もいるが、ワカコ自身はあまり結婚を意識していない。
ドラマでは居酒屋「逢楽」（あらく）の常連という設定。
三村（みむら）
あだ名は「みぃさん」。ワカコと同じ部署に勤める明るく朗らかな女性。ワカコに店を紹介したり野球観戦に誘うなど、ワカコと違い社交的な性格。時間にルーズな面があり、待ち合わせの時間に遅刻することが多々あるが、その性格から周りもあまり怒っていない。喫煙者であり、スタンド型の灰皿で煙草の火を消している描写がある。
ドラマではアベさんの設定を一部取り入れて既婚者となっており、子供が産まれた後は子供の事を「チビ」と呼んでいる。
中野（なかの）
あだ名は「ホッシー」。ワカコと同じ部署に勤めるしっかり者の女性。友人のエっちゃんの家で女子会を行った際には、彼女を気遣うなど気配り上手な女性で、仕事もきびきびとこなす。
白石（しらいし）
ワカコが教育係を務める後輩の男性。あまり社交的ではなく人と話すのが苦手な性格で、最初のころは自分のミスを上司に言いだすことが出来ず、結果としてワカコにミスをなすり付けてしまった。自身が作成した資料が上司に褒められるなど、徐々に成長をしている模様。
オカダ主任
ワカコが所属する部署で主任を務める男性。神経質な性格で自分の髪が薄いのを気にしている模様。妻子持ちで子供の誕生日の時は早めに帰宅するなど家庭を大切にする一面も持つ。
アベ
あだ名は「アベさん」。ワカコと同じ部署に勤めるパートの女性。既婚者で子供がおり、子供の事を「チビ」と呼ぶ。ワカコに行きつけの店を教える。
ドラマではワカコの後輩社員で独身の設定に変更されており、あだ名も「アベちゃん」となっている。それに伴い、既婚者で子供を「チビ」と呼ぶ設定は、みぃさんの設定となっている。
さちこ
ワカコの友人の1人で既婚者。豪快な性格で野球チーム北星ゼノンズのファンの女性。ワカコの上司を知っていることから、以前ワカコと同じ会社で働いていた模様。
ヒロキ
ワカコの交際相手。食事をしっかり食べてからゆっくり酒を飲むタイプ。牡蠣が苦手でワカコとは飲み方と肴の好みが若干異なるため、一緒に酒を飲むことは少なく、周囲からその仲を心配されているが、当人たちは普通に付き合っている。
ワイシャツにネクタイの上から作業服のブルゾンを着ている描写がある他、後ろ姿だったり顔がコマから見切れていたりと、明確な形では登場していない。ワカコが飲んでいる最中に連絡しても無視されることがしばしばで、「一緒に夕飯食べよう」と連絡した時には、ワカコが一人で飲みたかったため「ダメ」と返されている。

## 書誌情報
- 新久千映 『ワカコ酒』ノース・スターズ・ピクチャーズ→コアミックス〈ゼノンコミックス〉、既刊25巻（2025年8月20日現在）
  1. 2013年5月20日発売、ISBN 978-4-19-980145-7[12]
  2. 2013年12月20日発売、ISBN 978-4-19-980178-5
  3. 2014年8月20日発売、ISBN 978-4-19-980229-4
  4. 2014年12月20日発売、ISBN 978-4-19-980247-8
  5. 2015年7月18日発売、ISBN 978-4-19-980277-5[13]
  6. 2016年1月20日発売、ISBN 978-4-19-980325-3
    - 『アニメDVD全12話付き6巻限定版』ISBN 978-4-19-881090-0

  7. 2016年7月20日発売、ISBN 978-4-19-980353-6
  8. 2017年1月20日発売、ISBN 978-4-19-980389-5
  9. 2017年8月19日発売、ISBN 978-4-19-980435-9
  10. 2018年2月20日発売、ISBN 978-4-19-980477-9
  11. 2018年8月20日発売、ISBN 978-4-19-980513-4
  12. 2019年2月20日発売、ISBN 978-4-19-980554-7
  13. 2019年8月20日発売、ISBN 978-4-19-980586-8
  14. 2020年2月20日発売、ISBN 978-4-19-980618-6
  15. 2020年8月20日発売、ISBN 978-4-86720-161-9
  16. 2021年2月20日発売、ISBN 978-4-86720-199-2
  17. 2021年8月20日発売、ISBN 978-4-86720-252-4
  18. 2022年2月19日発売、ISBN 978-4-86720-303-3
  19. 2022年8月20日発売、ISBN 978-4-86720-404-7
  20. 2023年2月20日発売、ISBN 978-4-86720-471-9
  21. 2023年8月19日発売、ISBN 978-4-86720-534-1
  22. 2024年2月20日発売、ISBN 978-4-86720-619-5
  23. 2024年8月20日発売、ISBN 978-4-86720-680-5
  24. 2025年2月20日発売、ISBN 978-4-86720-741-3
  25. 2025年8月20日発売、ISBN 978-4-86720-796-3
- 新久千映（原作）・猫原ねんず（漫画） 『大衆酒場ワカオ ワカコ酒別店』ノース・スターズ・ピクチャーズ→コアミックス〈ゼノンコミックス〉、全7巻
  1. 2019年8月20日発売、ISBN 978-4-19-980587-5
  2. 2020年2月20日発売、ISBN 978-4-19-980619-3
  3. 2020年8月20日発売、ISBN 978-4-86720-164-0
  4. 2021年2月20日発売、ISBN 978-4-86720-200-5
  5. 2021年8月20日発売、ISBN 978-4-86720-253-1
  6. 2022年2月19日発売、ISBN 978-4-86720-304-0
  7. 2022年8月20日発売、ISBN 978-4-86720-405-4

また、2014年11月に販売された『新久千映のまんぷく広島』（ISBN 978-4-04067154-3）にも、出張編が掲載されている。

## 評価
「全国書店員が選んだおすすめコミック2014」で10位にランクインした。

## テレビドラマ
『ワカコ酒』は、BSテレビ東京（旧：BSジャパン）及び系列各局にて放送されているテレビドラマ。
- 2014年8月に販売開始した『ワカコ酒』第3巻の帯でTVドラマ化することを発表[16]。同年10月にキャストが発表された[17]。
- 2015年1月8日よりBSジャパンで放送開始した[18]。同月16日未明（15日深夜）より中国放送[補足 1]でも放送開始[18]。また同年4月3日未明（2日深夜）よりテレビ東京で放送を開始[18]。これ以降、他のテレビ東京系列局や同系列局の無い地域はTBS系列局でそれぞれ放送開始。都内の他、広島県内でもロケを行った[補足 2][20][補足 1]。
- 武田梨奈の連続ドラマ初主演作品[20][21]。
- エンディングではその日取り上げた店舗と料理、酒などについての情報をかい摘んで紹介する。
- BSジャパンではクレディセゾン[補足 3]の1社提供（30秒）で放送した。
- Season1には、第5話や第7話などにEDを歌う上野優華が、第10話に原作者である新久千映が出演している。上野はアニメ版でも声優として出演している（3話・店員役、4話・女性客役など）。
- 2016年1月8日より、Season2が全12話で放送[23]。
- 2017年4月7日より、Season3が全12話で放送[24]。
- 2019年1月7日より、Season4が全12話で放送。
- 2020年4月7日より、Season5が全12話で放送。
- 2020年12月29日・12月30日に年末スペシャル『飛騨酒蔵めぐり』が2夜連続放送[25]。
- 2022年1月11日より、Season6が全12話で放送[26][27][28][29]。
- 2023年7月4日より、Season7が全12話で放送[30]。
- 2025年1月9日より、Season8が全12話で放送[31]。

### キャスト

#### 主人公
- 村崎ワカコ[17][32] - 武田梨奈[20]

#### 御膳処 逢楽（あらく）
ワカコ行きつけの居酒屋。常連客となったワカコはスタッフに「ワカちゃん」と呼ばれる。
- 大将（石田勝一）[18][17][32] - 野添義弘[20]
  - 「逢楽」の店主。たまにワカコが黄昏ると心配するが、あまり踏み込まないようにしている。
  - 山形県出身である。
  - 岐阜県高山市に哲也という息子がおり、有給休暇で高山を訪れたワカコに「石田と言います」と自己紹介していることから、苗字が石田であることが判明した。
  - Season6で名が「勝一」であることが判明。
- 青柳翔太[18][17][32] - 鎌苅健太[20]
  - 店のスタッフ。ワカコのことを何かと気に掛ける。
  - ワカコからは「ヤギ君」と呼ばれる。
  - Season6で名が「翔太」であることが判明。
  - Season7第一話で、叔父が継いだ店を手伝う為に「逢楽」を辞める事をワカコに告げ、第七話でワカコがその店を訪れた際に、初めて料理（揚げ出し胡麻豆腐）を提供した。
  - Season8第一話では、タマさんが辞めて大将独りで切り盛りしていた逢楽に、叔父の店の休みを利用して手伝いに来ていた。
- タマさん（玉木悟） - 堀田勝
  - Season6で名前が判明。
  - Season8第一話で、常連にも挨拶出来ないまま、家庭の急な事情により実家へ帰ってしまったことが明かされた。
- 山ちゃん（山本樹） - 門間航
  - Season8から
  - 元々、IT関連の仕事をしていた逢楽の常連客だが、飲食関係の仕事がしたいと退職した直後に、大将が一人で店を切り盛りしている姿を見て、直談判して店員となった。

#### ワカコの家族
- 村崎ヒトミ（母） - 島崎和歌子
  - Season7、第2話で声のみ出演。第10話でワカコと母娘旅行に行った際には、２人同時に「ぷしゅー」と声が漏れた。
  - Season8第10話にも出演。

#### ワカコの会社
- みぃさん - 山田キヌヲ
- アベちゃん - 渡部瑞貴
- 長谷川 - 佐古井隆之
- 紺野 - 加藤裕（Season2まで）
- 伊藤 - 長谷川慎也（Season3から）
- 白石 - 永井響（Season4まで）
- 倉本 - 丹羽紀元（Season5のみ）
- 岩田 - 市村亮（Season6のみ）
- オカダ主任 - しおつかこうへい

#### ゲスト

##### Season1
第4話
- 彩乃 - 桜木梨奈
- 萌 - 土村芳
- 奈美 - 植田ゆう希

第5話
- ユリカ - 上野優華（第8、12話）
- 熊さん - 菅原大吉
- 女将 - 宮田早苗

第6話
- 美樹 - 浜丘麻矢（第11話）
- 絵里子 - 山田帆風
- 保奈美 - 日置かや

第10話
- 亜弥 - 八谷しおり（Season3 第11話）
- 客 - 新久千映

第11話
- 優子 - 中村優
- 和哉 - 柾賢志
- 司会者 - 小林あずさ
- 貴史 - 角野哲郎
- 弘太 - 飯泉博道
- 上司 - 杉本凌士
- 従業員 - 謝花弘規

##### Season2
第1話
- 店主 - 駿河太郎
- 店員 - 落合モトキ

第2話
- 会社員 - 山中崇

第3話
- 遥香 - 近野成美

第4話
- 店員 - 吉沢悠
- 霞 - 佐伯日菜子
- 吉川 - 三浦景虎

第5話
- 太極拳の先生 - 綾田俊樹

第6話
- 屋台の親父 - 渡辺哲

第7話
- 部長 - 森下能幸（第11話）
- 弘 - 浅香航大
- アリッサ - EvgenlaKsenofontove
- 海神店員 - 謝花弘規

第8話
- ヒデコ - 瀧内公美
- ハラス - 盛隆二
- マッチョ - 藤木修
- 長嶋 - 清末裕之
- 大谷 - 浜田信也
- ミオ - 山田ゆり
- リョウ - 永山たかし
- 客 - 湯舟すぴか

第9話
- 店員 - 山本栄治
- ミヤザキ - 水澤紳吾
- 中原 - 南翔太
- ユウジ - 日向丈
- ミツコ - 瑛蓮
- 宮内 - 清水伸
- 田代 - 金井良信
- 老人 - 久保酎吉
- マサル - 奥野瑛太

第11話
- 部長 - 森下能幸
- 店員 - 星野卓誠

第12話
- 彼氏 - 水沢駿
- 彼女 - 松岡恵望子

##### Season3
第1話
- 客 - 吉田亮
- 客 - 堺沢隆史

第2話
- 店員 - 中島ひろ子
- 客 - 黒田大輔

第3話
- 店員 - 神木優
- 店員 - 芦川誠

第5話
- 店員 - 板橋駿谷

第6話
- 会社員 - 野間口徹

第8話
- 店員 - 郡紘弥
- 客 - 團遥香

第9話
- 客 - 寺十吾
- 店員 - 長田奈麻

第10話
- 客 - 松本大志
- 客 - 亀田侑樹

第11話
- 亜弥 - 八谷しおり

第12話
- 客 - 水間ロン
- 客 - 椎名香織

##### Season4
第1話
- 店員 - 岡部尚
- 客 - 久保田康祐
- 客 - 斉藤陽一郎

第2話
- 店員 - 劉毅
- 店員 - 徳留歌織
- 客 - 手塚眞

第3話
- 店員 - 宇野桃子
- 宮西七菜子
- 田淵冬也
- 木村美心
- 早坂柊人

第4話
- 店員 - 金井美樹
- 客 - いけちゃん（ポンポコ団）
- 客 - 吉岡（ポンポコ団）
- 客 - みちくん（ポンポコ団）
- 客 - キング（ポンポコ団）
- 店員 - 古舘寛治

第5話
- 店員 - 久下恵美
- おおたけこういち
- 中川光男

第6話
- 社員 - 椿弓里奈
- 部長 - 森下能幸

第7話
- 店員 - 大内厚雄
- 店員 - 三谷悦代
- 客 - 吉田類

第8話
- 店員 - 政修二郎
- 店員 - 九十九一
- 客 - 久ヶ沢徹

第9話
- 客 - 濱田なつみ

第10話
- 妻 - 天野はな
- 旦那 - 川合諒
- 店員 - 千葉雅子
- 客 - 五頭岳夫

第11話
- 店員 - 栗原義彦
- 女将 - 桜一花
- 店員 - 和合真一
- 店員 - 大西武志

第12話
- 客 - 久保田康祐
- 客 - 斉藤陽一郎

##### Season5
第1話
- 池口依千心（写真）
- 店員 - 平原テツ
- 客 - ラサール石井

第3話
- 客 - 井上颯
- 客 - 塙さより
- 店主 - 鈴木雄一郎
- 店員 - 上野優華
- 客 - 北沢響
- 客 - 山下愛実
- 店長 - カトウシンスケ

第4話
- 客 - 小結湊仁
- 客 - 渡邉隆

第6話
- 大将（ワカオ） - 武田鉄矢
- 店員（八（や）っちゃん） - 飯田祐真
- 客（先輩） - 足立智充
- 客（新入社員） - 本田響矢

第7話
- 店員 - 木本花音
- 外国人客 - ゼガ

第8話
- 店員 - 林田麻里
- 大将 - 佐藤貢三
- 女将 - 大草理乙子

第9話
- 店員 - 広澤草
- 客 - 蒼山幸子
- 店主 - 和田瑠子

第11話
- 店長 - 高山猛久
- 常連客 - 大槻修治
- 店員 - 上原奈美

第12話
- 店員 - 兼松萌

##### SP（飛騨酒蔵めぐり）
前編・後編
- グエン・ティ・クイン - フォンチー
- 石田哲也 - 辻本達規（BOYS AND MEN）

##### Season6
第2話
- 洋服屋の店員 - 谷口亜湖

第3話
- 常連客 - 望月のっけ

第5話
- 客 - 濱正悟
- 客 - 上川拓郎

第6話
- グエン・ティ・クイン - フォンチー
- 石田哲也 - 辻本達規（BOYS AND MEN）

第7話
- 店員 - 田中美登里
- ウェイトレス - 高橋佳奈
- 客 - 樹乃

第8話
- 常連客 - 針原滋

第9話
- 料理教室の先生 - 片山萌美

第10話
- 大将 - 三宅裕司
- 同僚 - 枝川吉範
- 常連客 - 辻本耕志
- 店員 - 中谷かつら

第11話
- 店員 - 北原帆夏
- 居酒屋店員 - 矢島理佐

##### Season7
第1話
- 客 - 中川稔貴
- 客 - 宮地尚子

第2話
- 店員 - 小山萌子
- 客（チホ） - 天城麗華
- 客（ゆみこ） - 縣まいこ

第4話
- 客 - 花岡咲

第5話
- 客 - 窪田莉緒
- 客 - 本田真子
- 店員 - 園山敬介

第6話
- 客 - 鈴木孝之

第7話
- 小森賢 - 津田寛治
- 客 - フランク景虎
- 客 - 生野和人
- 客 - 青山真利子

第8話
- 客 - 田上ひろし
- 客 - 秋場千鶴子

第10話
- 村崎ヒトミ - 島崎和歌子

第11話
- 店員 - 画大
- 店員 - 谷口亮太

##### Season8
第1話
- 客（先輩） - ヒデ（ペナルティ）
- 客（後輩） - 大城麗生
- 山本樹 - 門間航

第2話
- 客 - てまやん
- 客 - ヤママチミキ（GANG PARADE）
- 客 - ユメノユア（GANG PARADE）
- 客 - 松原正隆

第3話
- 客 - ユイ・ガ・ドクソン（GANG PARADE）
- 客 - チャンベイビー（GANG PARADE）
- 客 - ナルハワールド（GANG PARADE）
- 常連客 - 宮崎恵治
- 客 - 栞寧

第4話
- 客 - お姉ちゃん（雷鳥）
- 客 - ゆういち（雷鳥）

第5話
- 店員 - 諫早幸作
- 客 - 奈良坂篤
- 客 - 稲葉凌一
- 店員 - 山城屋理紗

第7話
- 小森賢（「こもり亭」大将） - 津田寛治

第8話
- 常連客　金田 - おおたけこういち
- 客 - 栞寧

第9話
- 客 - あらいはんぱ
- 客 - 太田彩香

第10話
- 村崎ヒトミ - 島崎和歌子
- 客 - キャン・GP・マイカ（GANG PARADE）
- 客 - キラ・メイ（GANG PARADE）
- 客 - キャ・ノン（GANG PARADE）

第11話
- 客 - アイナスター（GANG PARADE）
- 客 - テラシマユウカ （旧 GANG PARADE）

第12話
- 店員 - 中村梨子
- 石田哲也 - 辻本達規（BOYS AND MEN）

### エピソード一覧

#### Season1（2015年）
30分全12話。
| 話数 | 放送日 （BSジャパン） | 放送日 （中国放送） | 放送日 （テレビ東京） | 取り上げたメニュー | 取り上げた店舗 | 取り上げた酒                                                                        | 脚本               | 監督     |
| ---- | --------------------- | ------------------- | --------------------- | ------------------ | --- | ----------------------------------------------------------------------------------- | ------------------ | -------- |
| 1    | 2015年1月8日          | 1月16日             | 4月3日                | 鮭の塩焼き         | しゃけ小島（東京都杉並区） | 「尾根越えて（純米酒）」（中城本家酒造）                                            | 湯浅弘章・吉田直樹 | 湯浅弘章 |
| 2    | 1月15日               | 1月23日             | 4月10日               | 焼き餃子           | ぎょうざ荘・ムロ（東京都新宿区） 居酒屋ダルマ（魚料理・東京都豊島区）                                                           | 「遊穂」（御祖酒造）                                                                | 久万真路・吉田直樹 | 久万真路 |
| 3    | 1月22日               | 1月30日             | 4月17日               | あん肝ポン酢       | 居酒屋 魚貞（東京都渋谷区） | 「髙清水」（秋田酒類製造）                                                          | 岩渕崇・吉田直樹   | 岩渕崇   |
| 4    | 1月29日               | 2月6日              | 4月24日               | ざる豆腐           | ひだまりや（東京都中野区） | 「仙禽」（栃木県）                                                                  | 久万真路・吉田直樹 | 久万真路 |
| 5    | 2月5日                | 2月13日             | 5月1日                | エイヒレ           | サクラチカ（東京都杉並区） | 「金升 朱ラベル」焼酎仕込み（金升酒造）                                             | 湯浅弘章・吉田直樹 | 湯浅弘章 |
| 6    | 2月12日               | 2月20日             | 5月8日                | 女子会             | | 特選黒松白鹿 特別本醸造 山田錦                                                      | 千村利光、吉田直樹 | 千村利光 |
| 7    | 2月19日               | 2月27日             | 5月15日               | だし巻きたまご     | 居酒屋おお田（東京都文京区） | 一ノ蔵 特別純米酒 辛口                                                              | 岩渕崇、吉田直樹   | 岩渕崇   |
| 8    | 2月26日               | 3月6日              | 5月22日               | 自宅酒             | | デリカメゾン デリシャス白 角瓶(黄角) 金麦                                           | 千村利光、和田昴士 | 千村利光 |
| 9    | 3月5日                | 3月13日             | 5月29日               | 焼き鳥             | 満天堂（東京都練馬区） ミヤザキ商店（東京都杉並区）                                                                             |                                                                                     | 湯浅弘章、吉田直樹 | 湯浅弘章 |
| 10   | 3月12日               | 3月20日             | 6月5日                | お好み焼き         | Sake七彩（広島県広島市中区） オーバーナイトレストラン 中ちゃん（広島県広島市中区） 府中焼き としのや 堺町店（広島県広島市中区） |                                                                                     | 久万真路、吉田直樹 | 久万真路 |
| 11   | 3月19日               | 3月27日             | 6月12日               | 祝い酒             | バルコニー レストラン&バー （東京都港区）                                                                                       | シャンパーニュ アンリオ 白ワイン ヴァントゥー・ブラン 赤ワイン ヴァイエ デル スール | 千村利光、吉田直樹 | 千村利光 |
| 12   | 3月26日               | 4月3日              | 6月19日               | はしご酒           | 新宿 ポジャンマチャ（東京都新宿区）                                                                                             |                                                                                     | 久万真路、吉田直樹 | 久万真路 |

#### Season2（2016年）
30分全12話。
| 話数 | 放送日 （BSジャパン） | タイトル                         | 取り上げたメニュー                       | 取り上げた店舗                                                                            | 取り上げた酒 |
| ---- | --------------------- | -------------------------------- | ---------------------------------------- | ----------------------------------------------------------------------------------------- | --- |
| 1    | 2016年 1月8日         | 外飲みの王道、アジフライ         | アジフライ まぐろの山かけ げそ天         | 北海亭（東京都新宿区） 活（東京都中野区）                                                 | 滋賀 松瀬酒造「松の司」純米吟醸 大分 大分銘醸「安心院蔵」麦焼酎                                                                             |
| 2    | 1月15日               | 温かさが沁みる、ごぼう揚げ       | あさりの酒蒸し ごぼう揚げ                | 酒亭 穂椋（東京都港区） 居酒屋 魚貞（東京都渋谷区）                                       | 山形 鯉川酒造「鯉川」純米酒 群馬 島岡酒造「群馬泉」本醸造酒 山形 蕨岡酒造場「杉勇」特別純米                                                 |
| 3    | 1月22日               | 広島の味、牡蠣とレモン鍋         | 焼き牡蠣 カキフライ レモン鍋             | 広島ブランドショップ tau（東京都中央区） 瀬戸内ダイニング 銀座 遠音近音（東京都中央区）   | 広島 盛川酒造「白鴻」純米酒 広島 中尾醸造「誠鏡」純米超辛 遠音近音オリジナル「海のしずく」本醸造                                            |
| 4    | 1月29日               | おしゃれバルで、海老のアヒージョ | 生ハム レバーパテ 海老のアヒージョ       | サングリア 青山店（東京都港区）                                                           | 白ワイン「セルメーニョ ブランコ」 赤ワイン「セルメーニョ ティント」 スパークリングワイン「カヴァ カイルス ブリュット                        |
| 5    | 2月5日                | 酔拳解禁！大人の麻婆             | 春巻き 麻婆豆腐                          | 中国料理 百番（東京都品川区） 麻布長江 香福筵（東京都港区）                               | 瓶ビール 紹興酒 ノンブレンド カメ出し |
| 6    | 2月12日               | 突撃！ 屋台のおでん              | サワラの西京焼き おでん                  | さらりーまん割烹 千寿（東京都千代田区） 屋台                                              | 福井 株式会社越の磯「越の磯」純米酒 長野 宮坂醸造株式会社「特撰 真澄」本醸造酒                                                              |
| 7    | 2月19日               | 相性抜群！アジアンフード         | ゴーヤチャンプルー 生春巻き トムヤムクン | 沖縄琉球料理 海神（東京都中野区） メナムのほとり 神保町テラススクエア店（東京都千代田区） | オリオンビール株式会社「オリオンドラフトビール」 沖之光酒造合資会社「月桃の光」琉球泡盛 古酒25度 シンハーコーポレーション「シンハービール」 |
| 8    | 2月26日               | 給料日前のツナ缶マヨ焼き         | ポテトサラダ ツナ缶マヨ焼き              | 五丁目大衆酒場 極楽屋（東京都中野区） 缶詰BAR「キンコンカン」（神奈川県横浜市）           | ホッピービバレッジ株式会社「ホッピー」 麒麟麦酒株式会社「富士山麓」                                                                         |
| 9    | 3月4日                | 初めての朝酒 もつ煮込み          | まぐろぬた もつ煮込み                    | いづみや本店（埼玉県さいたま市） いづみや第二支店（埼玉県さいたま市）                     | いづみやオリジナル日本酒「大穴」 鹿児島 濵田酒造株式会社「海童 祝の赤」                                                                     |
| 10   | 3月11日               | めでタイ日にはキンメの煮付け     | キンメの煮付け 肉豆腐                    | 七福神 岩手屋支店（東京都文京区） 居酒屋 魚貞（東京都渋谷区）                             | 岩手 菊の司酒造株式会社「純米酒 精粋 七福神」 石川 数馬酒造株式会社「竹葉 能登純米」 鹿児島 合資会社甲斐商店「伊佐美」                      |
| 11   | 3月18日               | 飲み会初幹事、焼きとん           | 炙り明太子 焼きとん                      | 居酒屋 魚貞（東京都渋谷区） ボルガ（東京都新宿区）                                        | 兵庫 白鶴酒造株式会社「上撰 白鶴 きりっと辛口」                                                                                             |
| 12   | 3月25日               | 幸せ一杯、カワハギのお造り       | かきあげ カワハギのお造り                | 居酒屋 魚貞（東京都渋谷区） 漁師小屋（東京都大田区）                                      | 石川 橋本酒造株式会社「十代目」本醸造 鹿児島 佐藤酒造有限会社「佐藤 麦」                                                                    |

#### Season3（2017年）
30分全12話。
| 話数 | 放送日 （BSジャパン） | タイトル                 | 取り上げたメニュー                                                                                           | 取り上げた店舗 | 取り上げた酒 |
| ---- | --------------------- | ------------------------ | --- | --- | --- |
| 1    | 2017年 4月7日         | 春の夜に、ホタテバター   | ホタテバター 焼き竹の子 豚角煮                                                                               | 青森居酒屋 えびや（東京都杉並区） | 神奈川 久保田酒造「相模灘」特別純米                                                                                                   |
| 2    | 4月14日               | ご近所の町中華で晩餐     | 青椒肉絲 ザーサイ エビチリ                                                                                   | 中華料理 新三陽 田端店（東京都北区） | かめ出し紹興酒 |
| 3    | 4月21日               | 蕎麦屋で女ひとり酒       | 厚切りベーコン きんぴらごぼう 天ぷら せいろそば                                                              | 神楽坂 鉄板焼き てっぱんや（東京都新宿区） 巴町 砂場（東京都港区） | 菊正宗酒造「菊正宗」 |
| 4    | 4月28日               | 大衆酒場で串カツ         | マカロニサラダ キャベツ 串カツ アスパラガス トンガリ                                                         | 中目黒店 もつ焼でん（東京都目黒区） 吉祥寺串カツジャンジャン（東京都武蔵野市） | 三重 株式会社宮崎本店 亀甲宮焼酎「キンミヤ焼酎」焼酎ハイボール レモンハイ                                                             |
| 5    | 5月05日               | お疲れの時は白レバー     | 白レバー 馬刺し                                                                                              | 焼鳥小屋 どろまみれ（東京都世田谷区） 馬肉屋 たけし（東京都渋谷区） | 升本屋の笹塚ビール 熊本 高橋酒造株式会社 本格米焼酎「しろ」 宮崎 霧島酒造株式会社「茜霧島」                                           |
| 6    | 5月12日               | それぞれの味と酒         | イカ 鯨の竜田揚げ 板わさ 塩辛                                                                                | 宵のま（東京都新宿区） | 大阪 呉春株式会社「呉春」特吟 石川 宗玄酒造株式会社「宗玄」特別純米純粋無垢                                                           |
| 7    | 5月19日               | 金沢で日本酒三昧         | 生ウニ 特大ガスエビ 素干しほたるいか おでん 治部煮 のどぐろ                                                  | ひがしやま酒楽（石川県金沢市） 菊姫合資会社（石川県白山市） おでん よし坊（石川県金沢市） 居酒屋 空海（石川県金沢市） | 石川 菊姫合資会社「菊姫」先一杯、菊、金劍                                                                                             |
| 8    | 5月26日               | バーでトリッパの煮込み   | トリッパ 手羽餃子                                                                                            | Bar ARGYLL（東京都新宿区） 赤坂 よ志多（東京都港区） | モスコミュール 赤坂 よ志多 オリジナル地ビール                                                                                         |
| 9    | 6月02日               | 角打ちで梅水晶           | 梅水晶 目玉焼き 豚の生姜焼き                                                                                 | 酒処 折原商店（東京都江東区） 定食 やしろ食堂（東京都杉並区） | 新潟 麒麟山酒造「ぽたりぽたりきりんざん」 秋田 齋彌酒造店「雪の茅舎」純米吟醸                                                         |
| 10   | 6月09日               | クセになるジンギスカン   | ジンギスカン セロリの浅漬け マグロ納豆                                                                       | ゆきだるま中野部屋（はなれ）（東京都中野区） | サッポロビール「ツヴァイゲルトレーベ」                                                                                                |
| 11   | 6月16日               | 鯛めしと宇和島珍味で乾杯 | じゃこ天 アコヤ貝柱 アコヤ貝串焼き 頬垂れ刺し うどん 太刀巻 フカの湯ざらし 鯛そうめん ふくめん 丸ずし 鯛めし | 野中かまぼこ店（愛媛県宇和島市） 道の駅 みなとオアシスうわじま きさいや広場（愛媛県宇和島市） 割烹田中（愛媛県宇和島市） やまこうどん（愛媛県宇和島市） 美味工房みちよ（愛媛県宇和島市） 郷土料理 ほづみ亭（愛媛県宇和島市） | 愛媛県 企業組合いわまつ「NASSO」 愛媛県 西本酒造株式会社「虎の尾」純米大吟醸                                                          |
| 12   | 6月23日               | 特別な旨さ、和牛たたき   | そら豆 炙り〆鯖 和牛たたき                                                                                   | とろさば料理専門店SABAR 東京恵比寿店（東京都渋谷区） | 福岡県 池亀酒造株式会社「蒅」高精白麦焼酎 青森県 六花酒造株式会社「じょっぱり」純米酒 鹿児島県 山田酒造株式会社「長雲一番橋」黒糖焼酎 |

#### Season4（2019年）
30分全12話。
| 話数   | 放送日 （BSテレ東） | タイトル                 | 取り上げたメニュー                                            | 取り上げた店舗                                           | 取り上げた酒 |
| ------ | ------------------- | ------------------------ | ------------------------------------------------------------- | -------------------------------------------------------- | --- |
| 第1夜  | 2019年 1月07日      | マグロの解体ショーへ！   | マグロのお刺身 目玉の煮付け 冷奴 鉄火巻                       | ろばたの炉 神楽通り店 （東京都新宿区）                   | 佐賀県五町田酒造株式会社「東一」純米酒 石川県 株式会社農口尚彦研究所 「農口尚彦研究所」本醸造無濾過生原酒                              |
| 第2夜  | 1月14日             | ラーメン屋でサク飲み     | 豚の角煮 ニラ水餃子 メンマ ニラ玉                             | 元祖ハルピン（東京都三鷹市） 松葉（東京都豊島区）        | 株式会社池光エンタープライズ「青島ビール」 宝酒造株式会社「紹興酒 塔牌」花彫<陳五年>                                                   |
| 第3夜  | 1月21日             | 厚切りハムカツの味       | ハムフライ なす田楽 ほっけ                                    | 宝泉（東京都北区）                                       | 大分県 倉光酒造合名会社 特別純米酒「双樹」                                                                                             |
| 第4夜  | 1月28日             | 商店街で飲み歩き         | 冷やしトマト 鶏わさ 塩こぶキャベツ炒め 海老カツ               | 歩向（東京都中野区） 美鈴商店（東京都中野区）            | 鹿児島県 西酒造株式会社「宝山 白豊印」 バカルディジャパン株式会社「エヴァン・ウィリアムス」ブラックラベル                              |
| 第5夜  | 2月04日             | 浴衣で夏の味覚           | なすのお浸し とうもろこし天 枝豆 穴子の白焼き                 | 浅草じゅうろく（東京都台東区）                           | 福島県 鶴乃江酒造株式会社「永濱屋」辛口純米                                                                                            |
| 第6夜  | 2月11日             | ビアガーデンで乾杯       | ピザ フライドチキン 焼きそば アメリカンドッグ                 | 立川天空ビアガーデン（東京都立川市）                     | アサヒビール「アサヒドライゼロ」 サッポロビール「麦のくつろぎ」 キリンビール「零ICHI」                                                 |
| 第7夜  | 2月18日             | 素敵な出会い             | じゃがいも焼き からすみバター いさきのお造り サザエのつぼ焼き | 三鷹みかづき酒房（東京都三鷹市） 三條（東京都武蔵野市）  | 新潟県 朝日酒造株式会社「久保田 千寿」 岡山県 御前酒造元 辻本店 純米大吟醸「馨」                                                       |
| 第8夜  | 2月25日             | 酒のつまみに絶品カレー   | オニオンスライス レバーフライ カレー                          | 味の王道（東京都中央区） 里（東京都新宿区）              | 味の王道オリジナル「チャッピー」 里オリジナル「レモン酢ドリンク」                                                                      |
| 第9夜  | 3月04日             | 新大久保で韓国料理       | チャンジャ トッポギ 壺漬けカルビ                              | 梁の家 新大久保本店（東京都新宿区） 牛家（東京都新宿区） | 鹿児島県 株式会社薩摩恵比寿堂 本格焼酎「酔神の麦」麦焼酎「梁の家」                                                                     |
| 第10夜 | 3月11日             | 昔ながらの定食屋で一杯   | サバ煮 タコの酢の物 サンマの塩焼き                            | 下総屋食堂（東京都墨田区）                               | - |
| 第11夜 | 3月18日             | あったかい茶碗蒸しと熱燗 | にんにくのホイル焼き ピーマンの肉詰め 茶碗蒸し                | 和酒旬菜 縷々（東京都港区） 万歳パンダ（東京都武蔵野市） | 富山県 若鶴酒造株式会社「サンシャインウィスキー」 岡山県 御前酒造元辻本店 純米「美作」 山梨県 旭洋酒有限会社「ソレイユ・クラシック赤」 |
| 第12夜 | 3月25日             | クラフトビールでステーキ | 大判サーロインステーキ えんがわユッケ 白菜と豚肉の重ね蒸し    | 後藤醸造ビアバーBeerHouse（東京都世田谷区）              | 東京都 後藤醸造「経堂エール」 |

#### Season5（2020年）
30分全12話。
| 話数   | 放送日 （BSテレ東） | タイトル                 | 取り上げたメニュー                                                                                   | 取り上げた店舗                                                    | 取り上げた酒 |
| ------ | ------------------- | ------------------------ | --- | ----------------------------------------------------------------- | --- |
| 第1夜  | 2020年 4月07日      | 築地のカキ小屋へ         | 生ガキ カキのがんがん焼き ひじきの煮物 揚げ出し豆腐                                                  | カキ小屋 築地食堂（東京都中央区） 魚貞（東京都渋谷区）            | 福島県 仁井田本家「田村 純米吟醸」 |
| 第2夜  | 4月14日             | 紹興酒で中華三昧         | ザーサイ 棒々鶏 しいたけの唐揚げ 酢豚                                                                | 山東餃子本舗（東京都練馬区） 一番飯店（東京都新宿区）             | 東永商事「女児紅紹興酒」 日和商事「関帝陳年10年紹興酒」 |
| 第3夜  | 4月21日             | 絶品のメンチカツ         | 野菜サラダ メンチカツ 鶏皮ぽん酢 納豆チーズオムレツ                                                  | キッチンれん（東京都港区） 灯屋酒処 Anji（東京都中野区）          | キッチンれんハウスワイン「スプリッツァー」 大分県 四ツ谷酒造「三 焼酎屋 兼八」                                                                                     |
| 第4夜  | 4月28日             | みんな大好き、鉄板料理   | 豆腐ステーキ 山芋ステーキ 幻の牛タン焼き                                                             | 広島っ子（東京都新宿区） お好み焼き 莢（東京都新宿区）            | |
| 第5夜  | 5月05日             | 天ぷらをつまみに一杯     | アボカド天ぷら 大根天ぷら 味玉天ぷら 舞茸天 えびみそ大葉天                                           | 喜久や恵比寿店（東京都渋谷区） 魚貞（東京都渋谷区）               | サッポロラガービール 赤星 山口県 旭酒造「獺祭焼酎」ハイボール 栃木県 島崎酒造 山廃純米原酒「熟露枯」                                                               |
| 第6夜  | 5月12日             | 大衆酒場ワカオ           | アスパラバター醤油わさび和え だし巻きたまご                                                          | 割烹 ちよだ（東京都調布市）                                       | 福島県 大木代吉本店 「自然郷さわやか」 |
| 第7夜  | 5月19日             | 世界のビールで乾杯       | グリルドパイナップルバーガー ぐるぐるソーセージ100cmとジャーマンポテト                               | SUNDAY（東京都千代田区） シュマッツ 神田店（東京都千代田区）      | アンハイザー・ブッシュ・インベブ・ジャパン「グースIPA」 キリンビール「ブルックリンラガー」 大榮産業「ビットブルガー」 シュマッツ・オリジナル「ハッフェンストッフ」 |
| 第8夜  | 5月26日             | じっくり丁寧、なんこつ串 | れんこんと海老のはさみ揚げ ひざ（軟骨） ささみ（わさび付） 皮                                        | 上野れんこん／れんこんはなれ（東京都台東区） 義常（東京都中央区） | 宮崎県 尾鈴山蒸留所 麦焼酎「尾鈴山山猿」 ニッカウヰスキー「ブラックニッカ クリア」ハイボール                                                                       |
| 第9夜  | 6月02日             | 素敵なバルで乾杯         | イワシの酢漬 スパニッシュオムレツ 生ハモン 具だくさんのおから カラスミと大根 合鴨の燻製 焼き林檎添え | ボケロナ（東京都足立区） ワイン小料理 オポッサム（東京都並杉区）  | サッポロビール「ガリシア・カリオン」 ポシィック洋行「イティネラ プロセッコ ブリュット」                                                                            |
| 第10夜 | 6月09日             | 鎌倉の山でぷしゅ〜♪      | 生シラス 馬肉ユッケ 湘南ブタ 薄切りロース                                                            | しらすや（神奈川県鎌倉市） 焼肉うみかぜ（神奈川県鎌倉市）         | しらす酒（タタミイワシ入り） 長崎県 壱岐の蔵酒造 麦焼酎「壱岐の島」                                                                                                |
| 第11夜 | 6月16日             | 初めてのジビエ料理       | エゾシカ炉端焼き カニグラタンクリームコロッケ                                                        | 炉端 美酒食堂 炉とマタギ（東京都世田谷区） 道産子（東京都新宿区） | 高知県 無手無冠「ジビエ」 シーバスリーガル 「シーバスリーガル ミズナラ 12年」ハイボール                                                                            |
| 第12夜 | 6月23日             | 格別のふぐ刺し           | とらふぐ湯引き（ふぐ皮刺ポン酢） 天然とらふぐ刺（てっさ） しゅうまい                                 | 食彩 膳所（東京都中央区） 魚貞（東京都渋谷区）                    | 宮城県 新澤醸造店 特別純米「伯楽星」 |

#### SP飛騨酒蔵めぐり（2020年）
45分前編・後編
| 話数 | 放送日 （BSテレ東） | タイトル             | 取り上げたメニュー | 取り上げた店舗 | 取り上げた酒 |
| ---- | ------------------- | -------------------- | --- | --- | --- |
| 前編 | 12月29日            | 飛騨牛とろける旅の夜 | 飛騨牛カルビの朴葉味噌焼き 飛騨牛三種盛りの焼肉 漬物ステーキ あげづけ こも豆腐 鮎のうるか                                                                                  | 飛騨居酒屋 蔵助（東京都千代田区） 魚貞（東京都渋谷区） 味蔵天国（岐阜県高山市） 呑喰処 かる食堂（岐阜県高山市） 炉ばた焼き 八角亭（岐阜県高山市）                                                                          | ワイマーケット ブルーイング『パープルスカイ・ペールエール』 地ビール飛騨『さるぼぼビール』 二木酒造『大吟醸生酒 氷室』 平田酒造店『熟成古酒 酔翁』 老田酒造店『鬼ころし大吟醸』 川尻酒造場『特別純米 山ひだ 原酒 2017』 平瀬酒造店『特別本醸造 久寿玉生酒』『特別純米 久寿玉生酒』 原田酒造場『山車 純米吟醸花酵母造り あべりあの花』 船坂酒造店『深山菊 秘蔵特別純米』 |
| 後編 | 12月30日            | 奥飛騨温泉ほどける心 | みだらし団子 ます園定食（にじます刺身、いわな塩焼き） 白子の蒸し寿司、飛騨牛寿司、トマト寿司 高山ラーメン いなごの佃煮 ブリしゃぶ 刺身こんにゃく とろろざる蕎麦 チャンガー | 福太郎（岐阜県高山市） ます園文助（岐阜県大野郡） 沖村家 みちや寿し（岐阜県高山市） じびるや（岐阜県高山市） 樽平（岐阜県高山市） まさごそば（岐阜県高山市） 御食事処 法扇（岐阜県下呂市） 穂高荘 山がの湯（岐阜県高山市） | 渡辺酒造店『純米大吟醸 色おとこ』 蒲酒造所『飛騨乃やんちゃ しぼりたて生原酒』 大坪酒造店『純米酒 酸味純米』 天領酒造『天領どぶろく』 奥飛騨酒造『初緑スパークリング』『初緑 斗瓶囲い大吟醸』 |

#### Season6（2022年）
30分全12話。
| 話数   | 放送日 （BSテレ東） | タイトル                   | 取り上げたメニュー                                                    | 取り上げた店舗                                                      | 取り上げた酒 |
| ------ | ------------------- | -------------------------- | --------------------------------------------------------------------- | ------------------------------------------------------------------- | --- |
| 第1夜  | 2022年 1月11日      | とんかつに熱燗でぷしゅー   | ロースカツ ホッケの刺身 厚揚焼                                        | とん八亭（東京都台東区） 魚貞（東京都渋谷区）                       | 長野県 丸世酒造店「勢正宗 純米吟醸」 |
| 第2夜  | 1月18日             | 大人中華も町中華も         | 台湾ピータン エビマヨネーズソース トマト玉子炒め 揚げ餃子（6個）      | REI Chinese restaurants（東京都渋谷区） 兆徳（東京都文京区）        | |
| 第3夜  | 1月25日             | 立ち飲みの醍醐味           | タコ刺し 肉豆腐 かきあげ（日替り） 大根酢醤油                         | きど藤（東京都杉並区） 田口屋（東京都江東区）                       | 東京都 コダマ飲料「バイスサワー」 東京都 石川酒造「TOKYO BLUES」 兵庫県 剣菱酒造「剣菱 樽酒」                                                                      |
| 第4夜  | 2月1日              | 絶品グルメをお取り寄せ     | ちくわ磯部揚げ ふぐ刺明太漬け 山形牛手ほぐしコンビーフ                | 大衆割烹いづみ（東京都文京区）                                      | 奈良県 上田酒造「嬉長 辛口本醸造中納言」 山形県 タケダワイナリー「タケダワイナリー ブラン 白（辛口）」                                                             |
| 第5夜  | 2月8日              | あつあつの鉄板焼き         | もんじゃ 柔らか和牛スジ煮込み 佐吉の豚平焼き                          | 七五三（東京都台東区） 鉄板焼 佐吉（東京都港区）                    | |
| 第6夜  | 2月15日             | 再会を祝して乾杯           | 海鮮コロッケ 玉こんにゃく 焼き春巻き チャーカー＋ブン（米麺）のセット | 魚貞（東京都渋谷区） チョップスティクス吉祥寺店（東京都武蔵野市）   | 岐阜県 舩坂酒造店「深山菊秘蔵 特別純米」 アルファ・エイティーン「フーダビール」                                                                                    |
| 第7夜  | 2月22日             | コスパ最強！ファミレス飲み | ホットドック チーズINハンバーグ＆海老フライ ちょい盛りポテトフライ    | 喫茶フジ（東京都港区） ガスト三鷹店（東京都三鷹市）                 | |
| 第8夜  | 3月1日              | あこがれの老舗居酒屋       | たらこ くさや                                                         | ふくべ（東京都中央区）                                              | 兵庫県 菊正宗酒造「菊正宗 杉樽」 滋賀県 北島酒造「北島 生酛純米」 高知県 アリサワ酒造「純米 文佳人」 山形県 高畠ワイナリー「嘉 -yoshi- スパークリング シャルドネ」 |
| 第9夜  | 3月8日              | イタリアンの料理教室へ     | 水牛モッツァレラのカプレーゼ                                          | チェルキオ（東京都江東区）                                          | オーバーシーズ「アランサット」 |
| 第10夜 | 3月15日             | 初めてのひとり酒           | 釜あげうどん＋とり天 牛すじと香味野菜炒め                             | はつとみ（東京都文京区）                                            | 山梨県 山梨銘醸「七賢 純米 風凛美山」 宮崎県 神楽酒造「くろうま」                                                                                                  |
| 第11夜 | 3月22日             | 小江戸川越でぷしゅ〜♪      | 小江戸黒豚の角煮 極上原木しいたけ炭火焼き                             | COEDO BREWERY THE RESTAURANT（埼玉県川越市） 囲坊主（埼玉県川越市） | 埼玉県 南陽醸造「花陽浴 さけ武蔵 純米大吟醸」 |
| 第12夜 | 3月29日             | ご褒美ローストビーフ飲み   | 和牛モモ ローストビーフ カキバター                                    | らいむらいと（東京都千代田区） 魚貞（東京都渋谷区）                 | シュヴァリエ「レゾード・フルーレンス」 兵庫県 太田酒造 千代田蔵「千代田蔵 特別純米生原酒 山廃 フクノハナ」                                                         |

#### Season7（2023年）
30分全12話
| 話数   | 放送日 （BSテレ東） | タイトル                   | 取り上げたメニュー                                                                   | 取り上げた店舗 | 取り上げた酒                                                                                            |
| ------ | ------------------- | -------------------------- | ------------------------------------------------------------------------------------ | --- | --- |
| 第1夜  | 2023年 7月4日       | 旅立ちの祝い酒             | 元祖 はまぐりしゃぶしゃぶ 煮卵入り手羽煮込み                                         | 伊勢桑名 貝縁（東京都千代田区） 魚貞（東京都渋谷区）                                                                        | 三重県 後藤酒造場「純米吟醸 神の穂 颯」                                                                 |
| 第2夜  | 7月11日             | 町中華と家族の味           | 海老入り焼き餃子 麻婆春雨 餅米焼売                                                   | 鎮海楼（東京都品川区） Tokyo 焼売マニア（東京都港区）                                                                       | 永昌源「古越龍山銀龍」                                                                                  |
| 第3夜  | 7月18日             | 兵庫テロワールの旅で乾杯!! | たこの天ぷら 刺身の盛り合わせ 鯛の骨蒸し 黒おでん ひねポン 湯豆腐                    | 立ち呑み たなか（兵庫県明石市） 酒饌亭 灘菊かっぱ亭（兵庫県姫路市） プロ酒場（兵庫県姫路市）                                | 兵庫県 明石ビール「明石ビール IPA」 兵庫県 茨木酒造「来楽 純米生原酒」 兵庫県 灘菊酒造「純米吟醸 MISA」 |
| 第4夜  | 7月25日             | 暑い日のご馳走             | 鰻の磯辺天 おばんざいの盛り放題 牛肉のタリアータ                                     | 新宿寅箱（東京都新宿区） レオンビアンコ（東京都品川区）                                                                     | モトックス「レオポルド・プリモ・ディ・トスカーナ デコ」                                                 |
| 第5夜  | 8月1日              | 角打ちの魅力               | すぐ出る おつまみセット 3種盛 ホタルイカ 5尾 生ハム 生チョコ                         | みますのとなり（東京都北区） itten BAR（東京都豊島区）                                                                      | 三益商店プロデュース「赤羽ルービー」 京都府 向井酒造「伊根満開」                                        |
| 第6夜  | 8月8日              | 世界の激辛に挑戦           | タコス（チキン） ナチョスクラシコ エビとアボカド入りグリーンカレー                   | MEDIUM（東京都江東区） オールドタイランド新橋店（東京都港区）                                                               | カサナチュラル「ミネルバ コロニアム」 日本ビール「レッドストライプ」 マリブソーダ                       |
| 第7夜  | 8月15日             | 新装開店の老舗へ           | 刺身盛り合わせ 揚げ出しゴマ豆腐 アオリイカ刺                                         | こもり亭（東京都文京区） おもてなし処 渡來（東京都練馬区）                                                                  | 山形県 酒田酒造「上喜元 山田錦 お燗 純米酒」                                                            |
| 第8夜  | 8月22日             | お肉でパワーチャージ       | ローストビーフ牛カツ 山形庄内産豚レバニラ定食                                        | 和 -NAGOMI-（東京都文京区） レバニラ定食 kei楽（東京都清瀬市）                                                              | 東京都 豊島屋酒造「屋守 純米 無調整生詰」                                                               |
| 第9夜  | 8月29日             | 有休の散歩酒               | やき豚コロッケ ねぎま（塩） つくね（タレ） マグロの刺身２点盛「脳天とホホ」 揚げナス | 三ぶちゃん（千葉県浦安市）                                                                                                  | 静岡県 志太泉酒造「にゃんかっぷ 純米吟醸」 新潟県 諸橋酒造「越乃景虎 本醸造」                           |
| 第10夜 | 9月5日              | 母と南房総の旅へ           | 真あじの なめろう てっぱつ あじフライ 伊勢海老の鬼殻焼き 鮑の踊り焼き びわソフト     | 道の駅 ちくら・潮風王国（千葉県南房総市） ホテル洲の崎 風の抄（千葉県館山市） 道の駅 とみうら・枇杷倶楽部（千葉県南房総市） | 千葉県 鍋店「特別純米 魚好」                                                                            |
| 第11夜 | 9月12日             | 幸せループのマリアージュ   | 畑の鉄板焼きバーニャカウダコース 牛タンシチュー                                      | WE ARE THE FARM 目黒店（東京都目黒区） 珈穂音（東京都新宿区）                                                               | モトックス「フォー・スター ナパ・ヴァレー シャルドネ」 福井県 黒龍酒造「九頭龍 大吟醸」                 |
| 第12夜 | 9月19日             | 外飲みの幸せ               | スペアリブ あじの南蛮漬 さきいかの天ぷら                                             | スペアリブハウス ハウディ（東京都渋谷区） 魚貞（東京都渋谷区）                                                              | ファイヤーワークス「パブスト ブルーリボン」 山形県 東北銘醸「純米酒 初孫 一徹生酛」                     |

#### Season8（2025年）
30分
| 話数   | 放送日 （BSテレ東） | タイトル         | 取り上げたメニュー                                                                                       | 取り上げた店舗                                                                      | 取り上げた酒 |
| ------ | ------------------- | ---------------- | --- | ----------------------------------------------------------------------------------- | --- |
| 第1夜  | 2025年 1月09日      | 最強のチキン南蛮 | 宮崎チキン南蛮むね肉(1枚肉)･タルタル有り 海鮮サラダ                                                      | ひむか食堂（東京都千代田区） 魚貞（東京都渋谷区）                                   | 宮崎県 井上酒造「日向の夏子」 山形県 男山酒蔵「特別純米酒 柏倉門傳」                                                        |
| 第2夜  | 1月16日             | 昭和レトロに乾杯 | もろきゅう ハムかつ 和牛ランプ ローストビーフ ネギ間 鶏ハラミ 魚介酢みそ あんこう唐揚                    | 市民酒蔵 諸星（神奈川県横浜市） 肉のまえかわ（東京都品川区） さつき（東京都品川区） | |
| 第3夜  | 1月23日             | ガチ中華と町中華 | 冷し串「肉団子」 〃 「キクラゲ」 〃 「タコ」 臭豆腐 豆腐脳 八宝菜                                        | 友誼食府（東京都豊島区） 美珍（神奈川県横浜市）                                     | スイング「ハルビンビール」 東永商事「台湾ビール金牌」                                                                       |
| 第4夜  | 1月30日             | 北陸の味を東京で | 醤油かつ へしこ 酒盗チーズ 昆布じめ刺身 盛合せ（真鯛、スズキ、アオリイカ） 富山かまぼこ ほたるいか沖漬け | うまもんや（東京都新宿区） カド（東京都新宿区） 昆布とり（東京都目黒区）            | 福井県 若狭三方ビバレッジ「無糖梅酒 BENICHU 38°」 福井県 南部酒造場「花垣 超辛純米」 富山県 立山酒造「立山 本醸造」         |
| 第5夜  | 2月06日             | けむりの旨み     | とんトロ（味噌だれ） 上ホルモン（塩だれ） 燻製ポテトサラダ 燻製焼きチーズ                                | 吉の二（神奈川県川崎市） 燻製キッチン 大井町本店（東京都品川区）                    | サントリー「ラフロイグ」 |
| 第6夜  | 2月13日             | 炎のカマンベール | カレーパン キャベツのにんにくアンチョビ炒め 炎のカマンベール                                             | 鳥けい（東京都墨田区） 伊酒屋 カルロッタ（東京都港区）                              | 日欧商事「スピネッリ トレッビアーノ・ダブルッツォ」                                                                         |
| 第7夜  | 2月20日             | 大将と大将の味   | クリームチーズの味噌漬け 鮭のちゃんちゃん焼き 山芋ホクホク焼 刺身盛り合わせ                              | 宝町サケスクエア（東京都中央区） こもり亭（東京都文京区）                           | 石川県 白藤酒造店「奥能登の白菊 特別純米」 青森県 八戸酒造「陸奥八仙 特別純米」                                             |
| 第8夜  | 2月27日             | 朝活でぷしゅー♪  | アホきつね サーモン刺 ハーフ＆ハーフエッグベネディクト                                                   | ナニコレ食堂（東京都豊島区） サラベス東京（東京都千代田区）                         | 山形県 東の麓酒造「天弓 喜雨」                                                                                              |
| 第9夜  | 3月06日             | 初めての町鮨     | 赤貝の刺身 あん肝 ゆば刺身（生ゆば） 合鴨のタタキとそばクレープ                                          | やよい鮨（東京都江東区） 一久（東京都豊島区）                                       | 島根県 吉田酒造「月山 芳醇辛口純米」 福井県 黒龍酒造「黒龍 純吟」                                                           |
| 第10夜 | 3月13日             | 老舗洋食と母の愛 | カニサラダ（ハーフサイズ） ビーフシチュー 牛ヒレのステーキ オムライス ポークチャプ エビマカロニグラタン  | 洋食屋 ヨシカミ（東京都台東区） 煉瓦亭（東京都中央区）                              | |
| 第11夜 | 3月20日             | アジアごはんと酒 | 焼き餃子（セロリ餡） 自家製ソンムー（ラオスの発酵ソーセージ） パニプリ                                   | 草原の料理 スヨリト（東京都新宿区） 多国籍料理屋 コノコネコノコ（東京都杉並区）     | ブルックリン・ブルワリー 「ブルックリン ソラチエース」 ラオ ブルワリー 「Beer Lao ダーク」 宮崎県 落合酒造場「芋焼酎 竃猫」 |
| 第12夜 | 3月27日             | 白焼きのご褒美   | 胡麻豆腐 うなぎ 白焼 えびとアボカドの和え物 筑前煮                                                       | うなぎ 竹屋（東京都千代田区） 魚貞（東京都渋谷区）                                  | 北海道 上川大雪酒造「純米吟醸 上川大雪」                                                                                    |

### スタッフ
- Season1
  - 原作 - 新久千映『ワカコ酒』（月刊コミックゼノン/ノース・スターズ・ピクチャーズ刊）[21]
  - シリーズ構成・脚本 - 吉田直樹[21]
  - 監督・脚本 - 湯浅弘章、久万真路、千村利光、岩渕崇[18][32]
  - 助監督 - 岩渕崇
  - 音楽 - 石塚徹
  - 音楽プロデューサー - 田井モトヨシ
  - オープニングテーマ - チャラン・ポ・ランタン[57]「この先のシナリオはあなた次第」[32]
  - エンディングテーマ - 上野優華「星たちのモーメント」[58][32]
  - プロデューサー - 鈴木伸明、伊藤淳也、延末健治、石井光雄、小川勝広、湊谷恭史
  - 製作 - 2015「ワカコ酒」製作委員会（エス・ピー・オー、BSジャパン、RCC中国放送[補足 1]）

- Season2
  - 原作 - 新久千映『ワカコ酒』（月刊コミックゼノン/ノース・スターズ・ピクチャーズ刊）[21]
  - 脚本 - 阿相クミコ、女里山桃花、スギタクミ
  - 監督・脚本 - 久万真路、湯浅弘章、齊藤勇起、工藤将亮
  - 助監督 - 齊藤勇起、工藤将亮、岸田雅喜
  - 音楽 - 石塚徹
  - 音楽プロデューサー - 田井モトヨシ
  - オープニングテーマ - ふくろうず 「いま何時？」
  - エンディングテーマ - 上野優華 「星たちのモーメント」[32]
  - プロデューサー - 鈴木伸明、森田昇、石井光雄、湊谷恭史
  - 製作 - 2016「ワカコ酒2」製作委員会

- Season3
  - 原作 - 新久千映『ワカコ酒』（月刊コミックゼノン/ノース・スターズ・ピクチャーズ刊）[21]
  - 脚本 - 阿相クミコ、女里山桃花
  - 監督 - 久万真路、湯浅弘章、齊藤勇起、岩渕崇
  - 助監督 - 齊藤勇起、岩渕崇
  - 音楽 - 石塚徹
  - 音楽プロデューサー - 田井モトヨシ
  - オープニングテーマ - 赤い公園 「スーパーハッピーソング」
  - エンディングテーマ - 上野優華「星たちのモーメント」[32]
  - プロデューサー - 岩花太郎、森田昇、湊谷恭史、石井光雄
  - 製作 - 松本篤信、古賀俊輔

- Season4
  - 原作 - 新久千映『ワカコ酒』（月刊コミックゼノン/ノース・スターズ・ピクチャーズ刊）[21]
  - 脚本 - 阿相クミコ、女里山桃花
  - 監督 - 久万真路、湯浅弘章、岩渕崇、片桐健滋
  - オープニングテーマ - バンドじゃないもん! MAXX NAKAYOSHI「さけっぱらだい酒(しゅ)☆」
  - エンディングテーマ - 上野優華 「星たちのモーメント」
  - プロデューサー - 小林教子、湊谷恭史、石井光雄
  - 製作 - 2019「ワカコ酒4」製作委員会

- Season5
  - 原作 - 新久千映『ワカコ酒』（月刊コミックゼノン/ノース・スターズ・ピクチャーズ刊）[21]
  - 脚本 - 阿相クミコ、女里山桃花
  - 監督 - 久万真路、湯浅弘章、岩渕崇、片桐健滋、若林将平
  - オープニングテーマ - 蒼山幸子「スロウナイト」
  - エンディングテーマ - 上野優華 「星たちのモーメント」
  - プロデューサー - 小林教子、湊谷恭史、石井光雄
  - 製作 - 2020「ワカコ酒5」製作委員会

- SP（飛騨酒蔵めぐり）
  - 原作 - 新久千映『ワカコ酒』（月刊コミックゼノン/ノース・スターズ・ピクチャーズ刊）[21]
  - 脚本 - 阿相クミコ
  - 監督 - 久万真路
  - 助監督 - 岩渕崇
  - 音楽 - 石塚徹、鈴木俊介
  - 音楽プロデューサー - 田井モトヨシ
  - エンディングテーマ - 上野優華 「星たちのモーメント」
  - プロデューサー - 小林教子、湊谷恭史、石井光雄
  - コンテンツプロデューサー - 清水俊雄、藤井隆史
  - 製作 - 2020「ワカコ酒スペシャル 飛騨酒蔵めぐり」 製作委員会

- Season6
  - 原作 - 新久千映『ワカコ酒』（月刊コミックゼノン/ノース・スターズ・ピクチャーズ刊）[21]
  - 脚本 - 阿相クミコ、女里山桃花
  - 監督 - 久万真路、片桐健滋、若林将平
  - オープニングテーマ - さよならステイチューン「旬をススメ」
  - エンディングテーマ - バンドじゃないもん!MAXX NAKAYOSHI「最高の日常」
  - プロデューサー - 小林教子、石井光雄、齋藤大輔、田中厚朗
  - 製作 - 2022「ワカコ酒6」製作委員会

- Season7
  - 原作 - 新久千映『ワカコ酒』（月刊コミックゼノン連載／コアミックス）
  - 監督 - 久万真路、岩渕崇、若林将平、窪田太郎
  - 脚本 - 阿相クミコ、女里山桃花、久万真路、若林将平
  - オープニングテーマ - 浦小雪「ワンダワンダナイト」
  - エンディングテーマ - 荒井麻珠「メモリィ。」
  - プロデューサー - 小林教子（テレビ東京）、湊谷恭史（ダーウィン）、石井光雄（エムロックス）
  - コンテンツプロデューサー - 浅岡彩子（BSテレ東）、髙橋一馬（BSテレ東）、伊知地麻美（BSテレ東）、南竣人（BSテレ東）
  - 制作 - BSテレ東、ダーウィン
  - 製作・著作 - 2023「ワカコ酒7」製作委員会

- Season8
  - 原作 - 新久千映『ワカコ酒』（月刊コミックゼノン連載／コアミックス）
  - 監督 - 久万真路、若林将平、窪田太郎
  - 脚本 - 阿相クミコ、女里山桃花、久万真路、若林将平
  - オープニングテーマ - GANG PARADE「Sparkling Moon」[59]
  - エンディングテーマ - 栞寧「幸せの空気」[59]
  - チーフプロデューサー - 森田昇（テレビ東京）
  - プロデューサー - 川村庄子（テレビ東京）、石井光雄（エムロックス）、湊谷恭史（ダーウィン）
  - コンテンツプロデューサー - 荻野史歩（テレビ東京）、髙橋初来（テレビ東京）
  - 制作 - BSテレ東、ダーウィン
  - 製作・著作 - 2025「ワカコ酒8」製作委員会

### 放送局

#### Season1（放送局）
| 放送地域       | 放送局                    | 放送期間                  | 放送日時                      | 放送系列              | 備考             |
| -------------- | ------------------------- | ------------------------- | ----------------------------- | --------------------- | ---------------- |
| 日本全域       | BSジャパン                | 2015年1月8日 - 3月26日    | 木曜 23:30 - 24:00            | テレビ東京系列 BS放送 | 製作委員会参加局 |
| 広島県         | 中国放送（RCC）           | 2015年1月16日 - 4月2日    | 金曜 1:08 - 1:38 （木曜深夜） | TBS系列               | 製作委員会参加局 |
| 関東広域圏     | テレビ東京（TX）          | 2015年4月3日 - 6月19日    | 金曜 3:05 - 3:35（木曜深夜）  | テレビ東京系列        |                  |
| 北海道         | テレビ北海道（TVh）       | 2015年4月10日 - 6月25日   | 金曜 1:35 - 2:05（木曜深夜）  | テレビ東京系列        |                  |
| 鳥取県・島根県 | 山陰放送（BSS）           | 2015年4月18日 - 7月3日    | 土曜 2:00 - 2:30（金曜深夜）  | TBS系列               |                  |
| 岩手県         | IBC岩手放送（IBC）        | 2015年4月22日 - 7月7日    | 水曜 0:42 - 1:12（火曜深夜）  | TBS系列               |                  |
| 愛媛県         | あいテレビ（ITV）         | 2015年5月1日 - 7月17日    | 金曜 1:10 - 1:40（木曜深夜）  | TBS系列               |                  |
| 福岡県         | TVQ九州放送（TVQ）        | 2015年6月10日 - 8月26日   | 水曜 2:05 - 2:35（火曜深夜）  | テレビ東京系列        |                  |
| 愛知県         | テレビ愛知（TVA）         | 2015年7月3日 - 9月18日    | 金曜 1:00 - 1:30（木曜深夜）  | テレビ東京系列        |                  |
| 長崎県         | 長崎放送（NBC）           | 2015年7月7日 - 9月22日    | 火曜 1:03 - 1:33（月曜深夜）  | TBS系列               |                  |
| 宮城県         | 東北放送（TBC）           | 2015年7月8日 - 9月23日    | 水曜 1:13 - 1:43（火曜深夜）  | TBS系列               |                  |
| 大阪府         | テレビ大阪（TVO）         | 2015年7月15日 - 9月30日   | 水曜 1:40 - 2:10（火曜深夜）  | テレビ東京系列        |                  |
| 富山県         | チューリップテレビ（TUT） | 2016年7月25日 - 10月17日  | 月曜 1:05 - 1:35（日曜深夜）  | TBS系列               |                  |
| 熊本県         | 熊本放送（RKK）           | 2015年10月20日 - 12月30日 | 水曜 0:53 - 1:23（火曜深夜）  | TBS系列               |                  |

| BSジャパン 木曜23:30 - 翌0:00枠                                        | BSジャパン 木曜23:30 - 翌0:00枠           | BSジャパン 木曜23:30 - 翌0:00枠                                         |
| 前番組                                                                 | 番組名                                    | 次番組                                                                  |
| ---------------------------------------------------------------------- | ----------------------------------------- | ----------------------------------------------------------------------- |
| ワーキングデッド 〜働くゾンビたち〜 （2014年10月2日 - 2014年12月25日） | ワカコ酒 （2015年1月8日 - 2015年3月26日） | THE フィッシング （2015年4月2日 - 2016年9月29日） - 土曜12:30枠から移動 |

## テレビアニメ
3分枠の短編アニメで2015年7月より9月まで放送された。

### スタッフ（アニメ）
- 原作 - 新久千映（『月刊コミックゼノン』連載）
- 監督・絵コンテ・演出 - 山岡実[61]
- キャラクターデザイン・作画監督 - 古佐小吉重
- 彩色設定 - のぼりはるこ（緋和）、児玉尚子
- 美術監督 - ゆきゆきえ
- 撮影監督 - 板倉あゆみ（シアン）
- 特効 - 桑良人（シアン）
- 編集 - 金山慶成（柳編集室）
- VTR編集 - 中尾達也（MJ）
- 録音調整 - 今井修治
- 音響効果 - 中島勝大
- 選曲 - 水野さやか
- プロデューサー - 稲本幸子、鈴木伸明、山野邊雅祥、買場道雄、木俣誠、今西栄介
- アニメーションプロデューサー - たはらよしゆき
- アニメーション制作 - Office DCI
- 製作著作 - アニメ「ワカコ酒」製作委員会

### 主題歌（アニメ）
「幸せの帰り路」
作詞・作曲 - 松浦雄太 / 編曲 - 岩永知佳 / 歌 - 上野優華

### 各話リスト
| 話数   | サブタイトル       |
| ------ | ------------------ |
| 第1夜  | 鮭の塩焼き         |
| 第2夜  | 鷄のから揚げ       |
| 第3夜  | あん肝ポン酢       |
| 第4夜  | ウニクレソン       |
| 第5夜  | 焼き鳥             |
| 第6夜  | あさりの酒蒸し     |
| 第7夜  | ポテトサラダ       |
| 第8夜  | ゴーヤチャンプルー |
| 第9夜  | かにみそ           |
| 第10夜 | アスパラの串揚げ   |
| 第11夜 | ほっけ             |
| 第12夜 | 炒りぎんなん       |

最終回の翌週は「ワカコ酒情報局」として原作や映像ソフトのPRを行なった（この回のネット配信は実施せず）。

### 放送局 （アニメ）
| 放送期間                | 放送時間                     | 放送局         | 対象地域 | 備考                                                                                               |
| ----------------------- | ---------------------------- | -------------- | -------- | -------------------------------------------------------------------------------------------------- |
| 2015年7月5日 - 9月20日  | 日曜 22:27 - 22:30           | TOKYO MX       | 東京都   | |
|                         |                              | サンテレビ     | 兵庫県   | EPG上では日曜 22:25 - 22:30                                                                        |
| 2015年12月5日 -         | 土曜 23:50 - 23:55 他        | チャンネルNECO | 日本全域 | |
| 2017年1月10日 - 3月28日 | 火曜 1:30 - 1:35（月曜深夜） | KBS京都        | 京都府   | 『ちるらん にぶんの壱』に続いての放送。 1:32:30辺りから始まるが、EPG上では同番組と統合されている。 |

| 配信期間               | 配信時間                   | 配信サイト         | 備考                                                               |
| ---------------------- | -------------------------- | ------------------ | ------------------------------------------------------------------ |
| 2015年7月5日 - 9月20日 | 日曜 22:27 - 22:30         | エムキャス         | TOKYO MXのサイマル配信                                             |
|                        | 日曜 22:30 更新            | シネマート         | 複数話パック、全話パックにのみワカコが作品について語るパートが付属 |
| 2015年7月8日 - 9月23日 | 水曜 0:00 更新（火曜深夜） | ニコニコチャンネル | 第1話無料、第2話以降1週間無料                                      |
|                        |                            | GYAO!              | 第1話無料、第2話以降1週間無料                                      |

## 韓国のテレビドラマ
『私に乾杯〜ヨジュの酒』（나에게 건배）は2015年12月10日からUMAX＆O'liveで放映されたドラマである。2016年には全10話がDVDとして発売された

### 登場人物（韓国のテレビドラマ）

#### 主要人物
- ユン・ジンソ：ラ・ヨジュ 役（子役：イレイダ・イルマズ）
- イ・ジェユン：イ・ジヒョク 役
- ベ・ヌリ：ホン・セリム 役
- ジョン・ホンテ
- キム・ナンフィ

#### その他の登場人物
- イ・ソヨン：ラ・ヨジュの姉役

#### 特別出演
- ソ・ヒチョン
- 武田梨奈
- チョ・ヨンジン
- 藤井美菜

## 関連商品

### DVD
ワカコ酒　DVD-BOX
発売日：2015年5月1日
発売元：2015「ワカコ酒」製作委員会
販売元：エスピーオー
ワカコ酒　広島グルメ編 ディレクターズカット版
発売日：2015年5月21日
発売元：2015「ワカコ酒」製作委員会
販売元：エスピーオー
ワカコ酒 Season2 DVD-BOX
発売日：2016年4月27日
発売元：2016「ワカコ酒2」製作委員会
販売元：エスピーオー
ワカコ酒 Season3 DVD-BOX
発売日：2017年9月5日
発売元：2017「ワカコ酒3」製作委員会
販売元：エスピーオー
ワカコ酒 Season4 DVD-BOX
発売日：2019年6月4日
発売元：2019「ワカコ酒4」製作委員会
販売元：エスピーオー
ワカコ酒 Season5 DVD-BOX
発売日：2020年10月2日
発売元：2020「ワカコ酒5」製作委員会
販売元：エスピーオー
ワカコ酒 スペシャル 飛騨酒蔵めぐり
発売日：2021年4月28日
発売元：2020「ワカコ酒スペシャル 飛騨酒蔵めぐり」 製作委員会
販売元：エスピーオー

### Blu-ray
アニメ「ワカコ酒」
発売日：2015年10月2日
発売元：アニメ「ワカコ酒」製作委員会
販売元：エスピーオー

### 単行本
ワカコ酒　レシピブック
発売日：2015年6月19日
出版社：朝日新聞出版

### ムック本
わたしも今夜はワカコ酒（タウンムック本）
発売日：2015年7月18日
出版社：徳間書店

### コラボ商品
- 岩塚製菓『大人のおつまみ』シリーズ（2015年6月 - ） - アニメ放送に先駆けと期間限定コラボレーション。同製品の広告にイラストと4コマ漫画が掲載されている[67]。
- メルシャン芋焼酎『浅黄（うすき）うさぎ』（2015年7月7日 - ） - 新発売された芋焼酎『浅黄（うすき）うさぎ』とコラボレーション。同製品の広告にワカコが登場している[68][69]。
- K&K缶詰『缶つま』シリーズ（2018年 - ） - 商品パッケージ及び広告媒体にイラストが掲載される[70]。
- 比嘉酒造琉球泡盛『残波』（2019年5月 - ） - ラベルに描き下ろしイラストを掲載した数量限定オリジナルボトル[71]。

### 補足
1. 1 2 3  広島は作者の新久千映の出身地である[19]。
2. ↑  シーズン1・10話で放送
3. ↑  武田をイメージキャラクターに起用[22]。
4. ↑  ボトルを取り出すシーンではストックとして他にホワイトホース（原作ではこちらを飲んでいた）と山崎が並んでいた。
5. ↑  この回は、テレビ東京関連会社「テレビ東京ダイレクト」が運営するグルメお取り寄せ通販サイト・「虎の門市場」とコラボしたものだった。
6. ↑  このため、冒頭2分間は作品と無関係なCMだけが放送される（いわゆるヒッチハイク/カウキャッチャー）。
7. ↑  放送回によって変動あり。